# Anne-Marie Dupuy
Anne-Marie Dupuy, urodzona jako Anne-Marie Louise Pol Didier (ur. 18 września 1920 w Pithiviers, zm. 19 września 2008 w Paryżu) – francuska polityk, prawnik i urzędniczka państwowa, od 1984 do 1988 posłanka do Parlamentu Europejskiego II kadencji.

## Życiorys
Córka Paula Didiera i Louise z domu Lacroix. W 1942 zaangażowała się w działalność wojsk Wolnych Francuzów w Afryce Północnej jako sanitariuszka. Służyła następnie we Włoszech, Francji i Niemczech. Po wojnie ukończyła wcześniej przerwane studia z prawa prywatnego na Uniwersytecie Paryskim, następnie praktykowała w zawodzie adwokata. Później poznała Georges’a Pompidou, w 1952 została jego współpracowniczką w Banque Rothschild. Od 1963 była zastępcą i następnie szefem jego gabinetu, gdy objął stanowisko premiera. Od 1969 do 1974 pracowała w kancelarii prezydenta Pompidou, od 1973 kierując jego gabinetem. W 1974 została członkiem Rady Stanu.
Zaangażowała się w działalność polityczną w ramach Zgromadzenia na rzecz Republiki, pełniła funkcję zastępcy sekretarza generalnego i skarbnika partii. Od 1982 do 1994 zasiadała w radzie departamentu Alpes-Maritimes, a w latach 1983–1989 pełniła urząd mera Cannes. Od 1987 do 1989 kierowała także klubem piłkarskim AS Cannes. W 1984 wybrana do Parlamentu Europejskiego, przystąpiła do Europejskiego Sojuszu Demokratycznego. Z mandatu zrezygnowała z końcem 1988. W późniejszym okresie wystąpiła z RPR, rezygnując z działalności politycznej, pracowała w krajowej komisji ds. uchodźców.
Była mężatką, miała troje dzieci. Opublikowała także kilka książek.

## Odznaczenia
Odznaczona Legią Honorową IV klasy, Orderem Narodowym Zasługi IV klasy i Krzyżem Kombatanta-Ochotnika (za lata 1939–1945).